# Blitor
Blitor va ser un sàtrapa macedoni de Mesopotàmia durant les primeres guerres que van enfrontar els diàdocs.
Antígon el borni el va destituir del càrrec l'any 316 aC en represàlia perquè aquell any havia deixat escapar de Babilònia a Seleuc, que va poder arribar a Egipte en la seva fugida. Després, Antígon el va fer executar.